# Waldbauer Imre
Waldbauer Imre (Budapest, 1892. április 13. – Iowa City, USA 1953. december 3.) hegedűművész, hegedűtanár, zenepedagógus.

## Élete, munkássága
Hegedűtanár édesapjától, Waldbauer Józseftől sajátította el a hangszer magas szintű ismeretét. Tanulmányait a Zeneakadémián folytatta, ahol egyebek közt Hubay Jenő volt a legfőbb mestere. 1910-ben megszervezte Kerpely Jenő gordonkaművésszel, valamint Molnár Antal (brácsa) és Kornstein Egon (II. hegedű), később Temesváry János (II. hegedű) zenészekkel a Waldbauer–Kerpely-vonósnégyest. Itthon gyorsan ismertté váló és népszerű kamaraegyüttes külföldön, mint Magyar vonósnégyes aratott sikereket. 
A Waldbauer-Kerpely vonósnégyes komoly szerepet játszott a modern magyar kamarazenei művek bemutatásával, műsoron tartásával, egyebek közt Kodály Zoltán és Bartók Béla korai műveit az ő előadásukban ismerhette meg a közönség. Elvitathatatlan érdemeket szereztek Lajtha László, Weiner Leó műveinek bemutatásával is, de műsoron tartottak külföldi modern szerzők műveit, mint például Hindemith, Schönberg kamarazenei kompozíciói. Éves rendszerességgel koncerteztek Európa szerte, gyakran megfordultak Hollandia, Franciaország, Németország koncertpódiumain. Hosszú éveken keresztül jártak angliai koncertkörútra. Külön érdekesség, hogy 1927-ben a londoni Beethoven-ünnepségeken az ő előadásukban hangzottak fel a nagy zeneszerző vonósnégyes-kompozíciói.
Waldbauer Imre magántanítványok vállalásán túl 1913-1914-ben az állami támogatású Székesfővárosi Zenetanfolyam hegedűtanára lett. 1914 végén sorkatonai szolgálatra hívták be. A harctérről 1918-ban tért vissza Budapestre, amelyet követően 1918-1919-ben a Zeneakadémia tanára lett első alkalommal. Később 1927-1928-as tanévben ismét tanári megbízatást kapott, majd 1934 júniusában megkapta a végleges kinevezését is. Ettől az időtől fogva a Zeneakadémia hegedűtanára. A hegedű-főtanszak mellett a hegedűtanár képző szak vezetője, és a kamarazene tanárává is kinevezték idővel.
A második világháborút követően meghívást kapott Amerikába. 1946-ban érkezett Iowába, hol idővel letelepedett, s haláláig az ottani egyetemen oktatott.

## Neves tanítványai
Tanítványai között olyan neves zenészeket találni, mint Lukács Pál brácsaművész, hegedű- és énektanár, tanszékvezető, a Zeneakadémia későbbi rektorhelyettese, vagy Pauk György, a londoni Királyi Zeneakadémia (Royal Academy of Music) hegedűtanszék vezetőjévé lett hegedűművész, Havas Kató, az Oxfordban élő hegedűművész-tanár, Sándor Frigyes hegedűművész, karmester és hegedűtanár, és kamarazene tanárként is világhírűvé vált tanítványokat nevelt, többek között Starker János csellista, Mihály András zeneszerző és Solti György, a világhírű karmester.

## Érdekességek
Egy a The New York Times-ban 1972-ben megjelent cikk szerint, Bartók Béla addig ismeretlen és kiadatlan zongorás kvintettjének egyik kézirata Waldbauer Imre tulajdonából került elő.